# Víctor Sada
Víctor Sada i Remisa (* 8. März 1984 in Badalona) ist ein spanischer Basketballspieler. Er spielt auf der Position des Point Guards.

## Laufbahn
Víctor Sada begann seine Laufbahn in der Jugend vom FC Barcelona. Sein Ligadebüt in der ersten Mannschaft der Katalanen feierte er am 16. Oktober 2003 gegen Ricoh Manresa. In dieser Saison kam er nur sporadisch zu Einsätzen in der ersten Mannschaft und verbrachte die meiste Zeit im B-Team. Ab 2004/05 war er zwar festes Mitglied des A-Kaders, konnte sich jedoch nie einen Stammplatz sichern und brachte es 2005/06 nur auf 11 Ligaeinsätze.
Im Sommer 2006 verpflichtete Akasvayu Girona, das von seinem ehemaligen Trainer bei Barcelona Svetislav Pešić trainiert wurde, den Point Guard. Hier stieg er zu einem tragenden Spieler auf, gewann 2006/07 mit seiner Mannschaft den FIBA EuroCup und erreichte 2007/08 das Finale um den ULEB Cup, wo man Joventut de Badalona mit 54:79 unterlag.
Nach dem Zwangsabstieg von Akasvyu aufgrund von finanziellen Schwierigkeiten kehrte Sada zu seinem Ex-Klub FC Barcelona zurück. Hier teilte er sich mit Jaka Lakovič und später auch Ricky Rubio die Position des Point Guards und konnte zahlreiche Erfolge feiern, wie die Meistertitel 2008/09 und 2010/11 sowie den Gewinn der EuroLeague 2009/10.

### Nationalmannschaft
Víctor Sada bestritt sein erstes Spiel für die spanische Nationalmannschaft am 18. Juli 2008, im Zuge der Vorbereitung für die Olympischen Spiele in Peking, gegen Portugal. Bei der EM 2011 gewann er mit dem Nationalteam die Goldmedaille.

## Erfolge
Verein
- EuroLeague (1): 2009/10
- FIBA EuroCup (1): 2006/07
- Spanische Meisterschaft (3): 2003/04, 2008/09, 2010/11
- Spanischer Pokal (2): 2009/10, 2010/11
- Spanischer Supercup (3): 2004, 2009, 2010

Spanische Nationalmannschaft
- Olympische Spiele 2012: Silber
- Basketball-Europameisterschaft: 2011